# Brémontier-Merval
Brémontier-Merval is een gemeente in het Franse departement Seine-Maritime (regio Normandië) en telt 326 inwoners (1999). De plaats maakt deel uit van het arrondissement Dieppe.

## Geografie
De oppervlakte van Brémontier-Merval bedraagt 17,4 km², de bevolkingsdichtheid is 18,7 inwoners per km².
De onderstaande kaart toont de ligging van Brémontier-Merval met de belangrijkste infrastructuur en aangrenzende gemeenten.

## Demografie
Onderstaande figuur toont het verloop van het inwonertal (bron: INSEE-tellingen).